# Manolo Gómez Bur
Manuel Gómez López da Ursa (Madri, 21 de abril de 1917 – Bailén, 30 de maio de 1991) foi um actor espanhol, filho do também actor Vicente Gómez Bur.

## Biografia
Inicia-se profissionalmente ao finalizar a Guerra Civil espanhola seguindo os passos de sua família, debutando em 1939 sobre o palco com o género da revista, com obras como Doña Mariquita de meu coração (1942). Em anos sucessivos faria parte das companhias de Ana Adamuz (com a que interpreta em 1944 A caluniada, dos Irmãos Álvarez Quintero), Conchita Montes e Isabel Garcés, e cosecharía triunfos teatrais entre os que destacaram as obras  Seu amante esposa (1950), Jantar de Natal (1951), As duas Virginias e Devolve a minha senhora.
No ecrã grande debutó em 1951 da mão de Edgar Neville, a cujas ordens rodou Conto de hadas. Seria o primeiro de uma lista que atinge para perto de cem títulos. Actor eminentemente cómico, especializou-se em tipos castizos e caracterizados de uma verdadeira ingenuidad, que fizeram do actor um dos mais entrañables e queridos pelo público nos anos 60, década na que se desenvolveu o grosso de sua carreira cinematográfica.
Durante esses anos interveio em títulos tão célebres do cinema espanhol do momento como As garotas da Cruz Vermelha (1958), de Rafael J. Salvia, No dia dos apaixonados (1959), de Fernando Palácios, A corista (1960), de Jose Maria Elorrieta, Tu e eu somos três (1964), de Rafael Gil, Três da Cruz Vermelha (1961), de Fernando Palácios, A cidade não é para mim (1965), de Pedro Lazaga, Amor à espanhola (1967), de Fernando Merino, As que têm que servir (1967), de José María Forqué, Os subdesarrollados (1967), de Ricardo Merino, Soltera e mãe na vida (1969), de Javier Aguirre ou O Ibérias F.C. (1971), de Pedro Masó. 
Em 1973 protagonizou, ademais, a série Animais racionais para Televisão Espanhola.
Também colaborou no programa Música e estrelas apresentado pela artista Marujita Diaz
A partir desse momento, espaçou suas intervenções cinematográficas para potenciar, de novo, sua carreira teatral, atingindo sucessos notáveis como O estranho casal (1965), O senhor Adrián, o primo (1966), O inocente (1969), A sopera (1972), A vingança de Dom Mendo (1977), Barba Azul e suas mulheres (1980) e A senhora presidenta (1982).